# X (2022)
X ist ein Slasher-Film von Ti West, der am 18. März 2022 in die US-amerikanischen und am 19. Mai 2022 in die deutschen Kinos kam.

## Handlung
1979 entdeckt die Polizei auf einer Farm im ländlichen Texas mehrere Leichen und sind ratlos, was dort passiert ist.
24 Stunden zuvor ist eine junge Filmcrew auf dem Weg zu dieser Farm, um dort einen Pornofilm zu drehen. Maxine will mit dem Film, den ihr Freund Wayne produziert, berühmt werden. Außerdem sind Bobby-Lynne und der Marine-Veteran Jackson als Darsteller, RJ als Regisseur und dessen Freundin Lorraine als Tonassistentin dabei. Bei der Ankunft reagiert der Farmbesitzer Howard skeptisch auf die Gruppe und bedroht Wayne mit dem Gewehr, bevor dieser die Situation aufklären kann.
Die Crew bezieht ein Gästehaus. Bobby-Lynne und Jackson drehen dort die erste Sexszene. Währenddessen geht Maxine im angrenzenden See nackt baden und bemerkt dabei nicht, dass sie nur knapp einem Alligator entkommt. Anschließend begegnet sie Howards Ehefrau Pearl und wird von ihr ins Haus des Paares eingeladen. Dabei zeigt die alte Frau sich wie besessen von Maxine, in der sie ihr jüngeres Ich wiedererkennt. Sie erzählt ihr von besseren Jahren mit dem Kriegsveteranen Howard. Als dieser zurückkehrt, muss Maxine schnell das Haus verlassen.
Als Maxine anschließend eine Sexszene mit Jackson im Kuhstall dreht, sieht Pearl ihnen heimlich zu. Später versucht Pearl vergeblich, Howard zum Sex zu überreden, der sich körperlich nicht dazu in der Lage fühlt. Als die Filmcrew am Abend zusammensitzt, erklärt Lorraine überraschend, dass sie auch eine Rolle in dem Porno spielen möchte, und verärgert damit RJ.
In der Nacht will RJ deshalb die Gruppe verlassen. Doch plötzlich steht Pearl vor dem Auto. Sie versucht erst, ihn zu verführen, und tötet ihn dann mit Messerstichen in den Hals. Als Lorraine die Abwesenheit ihres Freundes bemerkt, bittet sie Wayne um Hilfe bei der Suche. Dabei tritt Wayne im Stall auf einen großen Nagel und wird anschließend von Pearl ermordet, die ihm eine Heugabel in die Augen sticht. Howard lockt währenddessen unter dem Vorwand, seine Frau zu suchen, Lorraine in den Keller und sperrt sie dort ein. Lorraine entdeckt im Keller eine nackte männliche Leiche.
Howard geht anschließend zum Gästehaus und bittet auch Jackson, ihm bei der Suche nach Pearl zu helfen. Dazu teilen sie sich am See auf. Jackson entdeckt ein halb versenktes Auto und sieht dann eine Taschenlampe. Daraufhin erschießt Howard Jackson am Ufer. Pearl legt sich nackt neben Maxine ins Bett und streichelt sie. Als diese schockiert aufwacht, weckt sie mit ihren Schreien auch Bobby-Lynne. Lorraine schlägt mit einer Axt ein Loch in die Kellertür, wird dann aber von Howard gestoppt, der ihre Finger bricht. Bobby-Lynne begegnet Pearl am See und versucht ihr zu helfen, doch Pearl beleidigt sie als Hure und stößt sie vom Steg, woraufhin Bobby-Lynne vom Alligator gefressen wird.
Pearl und Howard haben nun Sex in ihrem Bett. Maxine hat sich unter dem Bett versteckt und flieht zum Van, um eine Pistole aus dem Handschuhfach zu holen. Sie befreit Lorraine. Als Lorraine zur Eingangstür läuft, wird sie von Howard erschossen. Das Paar zieht die Leiche nach drinnen, doch durch das Zucken der Leiche erleidet Howard einen tödlichen Herzinfarkt. Maxine nimmt die Schlüssel von dessen Truck. Sie versucht Pearl zu erschießen, aber die Pistole ist nicht geladen. Daraufhin nimmt sich Pearl Howards Gewehr, wird aber von dem Rückstoß nach draußen geschleudert, wo sie sich ihre Hüfte bricht. Maxine fährt mit dem Truck über Pearls Kopf und entfernt sich von der Farm. Dann wird enthüllt, dass sie die Tochter eines Fernsehpredigers ist, der sich immer wieder über den moralischen Verfall der Gesellschaft beklagt.
Die Polizei findet am Tatort die Kamera der Filmcrew und der Sheriff spekuliert, dass die Aufnahmen einen verdammten Horrorfilm darstellen könnten.

## Produktion

### Stab und Besetzung

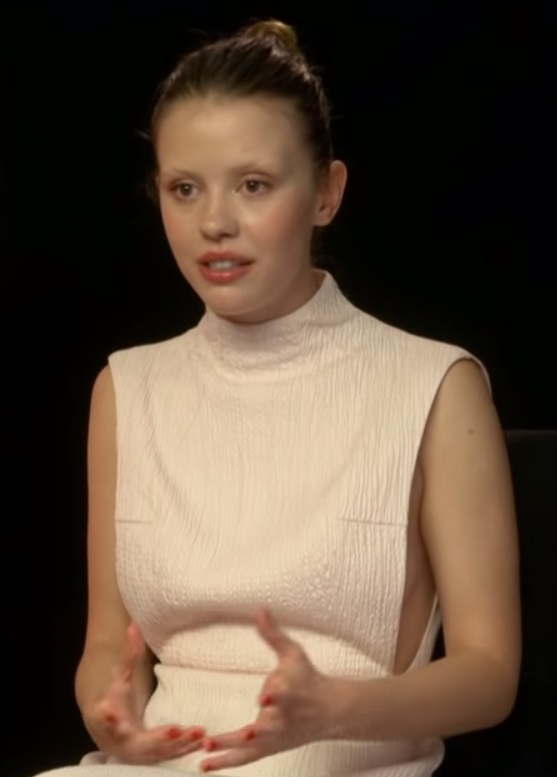
Mia Goth spielt in einer Doppelrolle Maxine und Pearl

Regie führte Ti West, der auch das Drehbuch schrieb. Owen Campbell spielt RJ, Jenna Ortega dessen Freundin Lorraine und Mia Goth in einer Doppelrolle ihren neuen Pornofilmstar Maxine und gleichzeitig Pearl, die deutlich ältere Frau ihres Gastgebers Howard, der von Stephen Ure gespielt wird. Maxines Filmpartner Bobby-Lynne und Jackson Hole werden von Brittany Snow und Kid Cudi gespielt. Martin Henderson ist in der Rolle des Managers Wayne zu sehen.

### Dreharbeiten
Die Dreharbeiten fanden ab Februar 2021 in Neuseeland statt. Als Kameramann fungierte Eliot Rockett, mit dem West bereits für Cabin Fever 2 zusammenarbeitete und der in der Vergangenheit für viele Filme von Chris Fisher tätig war.

### Filmmusik
Die Filmmusik wurde von Tyler Bates und der Singer-Songwriterin Chelsea Wolfe komponiert. Das Soundtrack-Album mit 21 Musikstücken wurde am 25. März 2022 von A24 Music als Download veröffentlicht. Auf diesem befindet sich auch eine Coverversion des Songs Oui Oui Marie von Wolfe, die vorab veröffentlicht wurde. Im Original stammt das Lied aus dem Jahr 1918 von Arthur Fields.

### Veröffentlichung
Der erste Trailer wurde im Januar 2022 vorgestellt. Die Premiere erfolgte am 13. März 2022 beim South by Southwest Film Festival. Der Kinostart in den USA erfolgte am 18. März 2022. Die Deutschlandpremiere erfolgte bei den Ende März, Anfang April 2022 stattfindenden Fantasy Filmfest Nights des Fantasy Filmfest. Der Kinostart in Deutschland und Österreich erfolgte am 19. Mai 2022. Am 24. Mai 2022 wurde der Film als Blu-ray und auf DVD veröffentlicht. Im Juli 2022 wurde er beim Neuchâtel International Fantastic Film Festival gezeigt. Anfang September 2022 wird er beim Festival des amerikanischen Films in Deauville vorgestellt.

## Fortsetzungen
Zur Premiere beim South by Southwest Film Festival erklärte West, dass er in Neuseeland auch das Prequel mit dem Titel Pearl drehte. In diesem Film versucht West einige der Lücken zu füllen, die sich in X ergeben. So zeigt Pearl, dass die Hütte, in der das Massaker in X stattfindet, während des Ersten Weltkriegs eine Pension war. West plant die beiden Filme zu einer Trilogie auszubauen: „Ich versuche, aus all dem eine Welt aufzubauen […] Man kann keinen Slasher-Film ohne ein paar Fortsetzungen machen.“ Die Premiere von Pearl erfolgte Anfang September 2022 bei den Internationalen Filmfestspielen von Venedig. Der dritte und letzte Teil von Wests Retro-Slasher-Trilogie trägt den Titel MaXXXine und spielt in den 1980er Jahren. Mia Goth ist in dem Film abermals in der Rolle von Maxine zu sehen. Der Film kam 4. Juli 2024 in die deutschen und am darauffolgenden Tag in die US-Kinos.

## Rezeption

### Altersfreigabe
In den USA erhielt der Film von der MPAA ein R-Rating, was einer Freigabe ab 17 Jahren entspricht. In Deutschland wurde der Film von der FSK ab 16 Jahren freigegeben. In der Freigabebegründung heißt es, der Film enthalte einige genretypische Spannungsszenen und mehrere, teils drastisch dargestellte Gewalthandlungen und Tötungen. Jugendliche ab 16 Jahren seien allerdings in der Lage, den Film als Horrorgeschichte zu betrachten und die Geschehnisse entsprechend einzuordnen. Gleiches gelte für den vereinzelten Drogenkonsum und einzelne sexuelle Situationen. Der Spielort in den 1970er Jahren erleichtere zudem eine emotionale Distanzierung.

### Kritiken und Einspielergebnis
Von den bei Rotten Tomatoes aufgeführten Kritiken sind bislang 94 Prozent positiv bei einer durchschnittlichen Bewertung mit 7,7 der möglichen 10 Punkte, womit er aus den 23. Annual Golden Tomato Awards als Erstplatzierter unter den Horrorfilmen des Jahres 2022 hervorging. Auf Metacritic erhielt der Film einen Metascore von 79 von 100 möglichen Punkten.

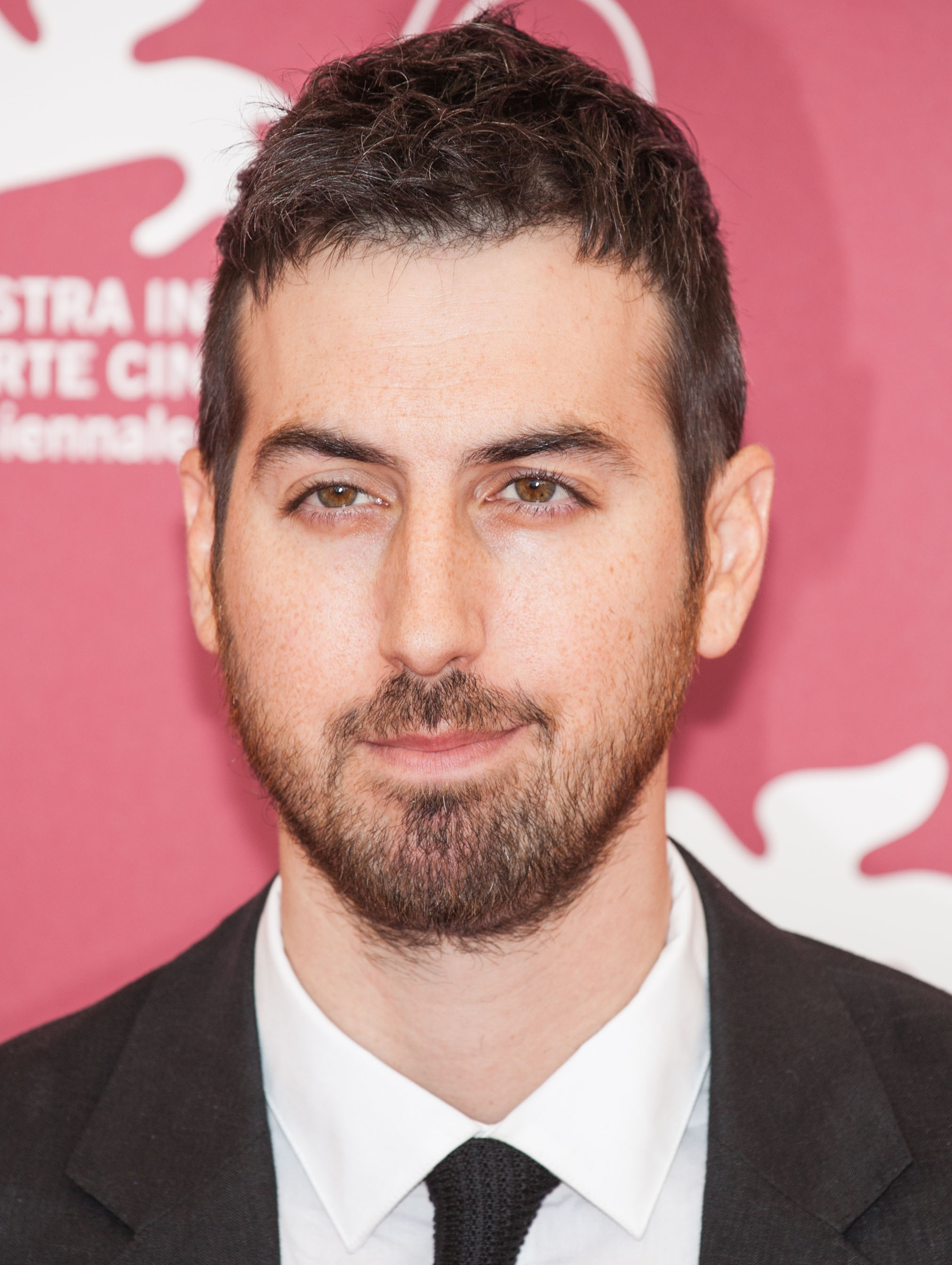
Regisseur und Drehbuchautor Ti West

Mike Reyes von cinemablend.com erklärt in seiner Kritik, für einen Film mit einer Laufzeit von 105 Minuten nehme sich X viel Zeit, um zu den fieseren Stellen zu gelangen, die man von einem Horror-Slasher dieser Art erwarten würde, was er als ein absolutes Kompliment für den Film und den Regisseur Ti West versteht, der in diesem eine recht vielschichtige Geschichte erzählt. Er lasse viel Raum für schlechte Omen für die Dinge, die geschehen werden. Zwar sei die Geschichte im Großen und Ganzen sehr sexpositiv, doch der stärkste Faden, der beide Hälften des Films miteinander verbindet, sei das Thema Jugend und das Leben in vollen Zügen zu genießen. Dieser knifflige Balanceakt sei Ti West, seiner Besetzung und seiner Crew geglückt. Mit einem abgefahrenen Sinn für Humor, einer Lust an Sex und Blut und „das Herz auf der Zunge tragend“ sei West mit X ein monstermäßiges Comeback als Filmschaffender gelungen.
Robert Abele von der Los Angeles Times schreibt, West versuche durch geduldige Aufnahmen und ausgefallenen Humor die Erwartungen des Zuschauers an einen Horrorfilm neu zu kalibrieren, wobei er davon auszugehen scheine, dass die Gewaltphantasien, die im Kopf entstehen, viel effektiver sind als alles, was er zeigen könnte.
Die weltweiten Einnahmen aus Kinovorführungen belaufen sich auf 14,7 Millionen US-Dollar.

### Auszeichnungen
Critics’ Choice Super Awards 2023
- Nominierung als Bester Horrorfilm[28]

Fangoria Chainsaw Awards 2023
- Nominierung als Bester Kinofilm
- Nominierung für die Beste Regie (Ti West)
- Nominierung als Beste Nebendarstellerin (Brittany Snow)
- Nominierung für die Beste Kamera (Eliot Rockett)
- Nominierung für das Beste Make-up (Kevin Wasner)[29]

Golden Tomato Awards 2023
- Auszeichnung als Bester Horrorfilm[30]

Hollywood Critics Association Awards 2023
- Nominierung als Bester Horrorfilm[31]

Hollywood Critics Association Midseason Awards 2022
- Nominierung als Bester Horrorfilm
- Nominierung als Beste Schauspielerin (Mia Goth)[32]

Hollywood Music In Media Awards 2022
- Nom Music Supervision (Joe Rudge)[33]

Music Supervisors Guild Awards 2023
- Nominierung für die Beste Musik-Supervision eines Films mit einem Budget unter 10 Millionen US-Dollar (Joe Rudge)[34]

Saturn-Award-Verleihung 2022
- Nominierung als Bester Horrorfilm

South by Southwest Film Festival 2022
- Nominierung für den Publikumspreis in der Sektion Midnighters (Ti West)[35]

## Synchronisation
Die deutsche Synchronisation entstand nach einem Dialogbuch von Daniel Johannes und der Dialogregie von Peter Lontzek im Auftrag der Think Global Media GmbH, Berlin.
| Darsteller       | Synchronsprecher    | Rolle            |
| ---------------- | ------------------- | ---------------- |
| Mia Goth         | Friedel Morgenstern | Maxine           |
| Mia Goth         | Luise Lunow         | Pearl            |
| Brittany Snow    | Maria Koschny       | Bobby-Lynne      |
| Stephen Ure      | Axel Lutter         | Howard           |
| Kid Cudi         | Tommy Morgenstern   | Jackson          |
| Jenna Ortega     | Lea Kalbhenn        | Lorraine         |
| Matthew Saville  | Frank Röth          | Officer Mitchell |
| Owen Campbell    | Julien Haggège      | RJ               |
| James Gaylyn     | Tilo Schmitz        | Sheriff Dentler  |
| Martin Henderson | Peter Lontzek       | Wayne            |